# Marcus Persson
Carl Marcus Persson, även känd under artistnamnet Dansbandskungen, född 19 december 1978 är en svensk sångare och producent.

## Biografi
Under 1990-talet började Marcus Persson skapa Eurodance under artistnamnet "Perrra".
Den första singeln Hon sa mä (mej hem inatt)  släpptes 2014 som en bröllopspresent. Flera av låtarna som Marcus framför under artistnamnet Dansbandskungen framför har han själv skrivit. Förutom att skriva låtar och uppträda sköter han kameran och ljudet åt Bert Karlsson då han spelar in "Berts värld" på Youtube. Under Jimmie Åkessons valkampanj inför Riksdagsvalet i Sverige 2022 stod Dansbandskungen för underhållningen. Svenska dansbandsveckan 2022 inleddes med att Dansbandskungen uppträdde. Han har även producerat musikalbum bland annat åt Martinez, Callinaz, Kindbergs och Jenny Saléns.
Marcus Persson är bosatt i Skara. År 2014 medverkade han och delar av hans familj i TV-programmet Det okända, som sändes på TV-kanalen Sjuan (före detta TV4 Plus) under den tidigare halvan av det året. Han sades under det avsnittets gång vara mycket skeptisk till spöken och andra saker inom andevärlden, trots att hans dåvarande sambo (tillika hustru) och hans syster kände av en del oförklarliga fenomen, som rörde sig till och från hemma i bostaden i centrala Skara.

## Diskografi

### Album
| Titel            | Utgivningsår | Källor |
| ---------------- | ------------ | ------ |
| Husvagnssemester | 2016         |        |
| Bara lite till   | 2017         |        |
| Kung i stan      | 2018         | [ 9 ]  |